# Tiêu Tiển
Tiêu Tiển (giản thể: 萧铣; phồn thể: 蕭銑) (583–621) là một hậu duệ của hoàng tộc triều Lương. Ông đã nổi dậy chống lại sự cai trị của triều Tùy vào cuối thời gian cai trị của Tùy Dạng Đế. Ông đã cố phục hưng Lương, và đã lập ra một chính quyền tồn tại trong vài năm, với kinh đô đặt tại Giang Lăng, cai quản một khu vực mà nay bao gồm hầu hết Hồ Bắc, Hồ Nam, Quảng Tây và miền Bắc Việt Nam. Tuy nhiên, vào năm 621, trước một cuộc tấn công của tướng nhà Đường là Lý Hiếu Cung, Tiêu Tiển đã đầu hàng do không nhận thấy quân cứu viện của mình đang đến gần Giang Lăng. Sau đó, ông bị giải đến kinh thành Trường An của Đường và bị Đường Cao Tổ hành quyết.

## Bối cảnh
Tiêu Tiển là chắt của Tây Lương Tuyên Đế - hoàng đế khai quốc của Tây Lương- một chính quyền chư hầu của Tây Ngụy và sau là Bắc Chu. Đến đời Tiêu Tông, vào năm 587 ông nội của Tiêu Tiển (là hoàng thúc của Tiêu Tông) là An Bình vương Tiêu Nham (蕭巖) do sợ rằng tướng Tùy Thôi Hoằng Độ (崔弘度) sẽ tấn công Giang Lăng nên đã cùng dân chúng Giang Lăng hàng nhà Trần. Do đó, Tùy Văn Đế quyết định thủ tiêu Tây Lương. Năm 589, sau khi phái quân thôn tính Trần, Tùy Văn Đế đã hành quyết Tiêu Nham mặc dù đã xá miễn trên quy mô lớn cho các quan lại triều Trần.
Do Tiêu Nham bị hành quyết, không giống như các thành viên khác của hoàng tộc họ Tiêu, gia quyến của Tiêu Nham không được triều đình Tùy đối xử tốt. Bản thân Tiêu Tiển sống trong cảnh nghèo khó vào thiếu thời, khiến ông đi làm người sao thư để nuôi sống bản thân và mẹ. Ông là người con có hiếu. Trong thời gian trị vì của Tùy Dạng Đế, do Tiêu hoàng hậu nguyên là em gái của Tiêu Tông, những người thân của bà thường được làm quan, bản thân Tiêu Tiển nhậm chức huyện lệnh ở La Xuyên (羅川, nay thuộc Nhạc Dương, Hồ Nam).

## Cuộc nổi dậy ban đầu
Năm 617, một vài quan võ tại quận Ba Lăng (巴陵, nay gần tương ứng với Nhạc Dương) tính đến chuyện nổi dậy chống Tùy. Thoạt đầu, họ muốn ủng hộ Đổng Cảnh Trân (董景珍) làm thủ lĩnh, song Đổng Cảnh Trân bày tỏ rằng mình có xuất thân hèn mọn và không thể được những người khác tôn trọng, và nên ủng hộ Tiêu Tiển vì Tiêu Tiển là người mang dòng máu hoàng tộc. Do đó, họ đã phái người đến La Xuyên thông báo điều này cho Tiêu Tiển, sau đó Tiêu Tiển đã tập hợp vài nghìn lính. Cũng trong thời điểm đó, lãnh tụ khởi nghĩa nông dân Thẩm Liễu Sinh (沈柳生) đã tấn công La Xuyên, và thoạt đầu Tiêu Tiển khổng thể đẩy lui. Tuy nhiên, khi cho rằng thực hiện điều này sẽ khiến Thẩm Liễu Sinh khuất phục, Tiêu Tiển đã xưng là Lương công và thay thế toàn bộ chế phục triều Tùy sang chế phục triều Lương, kết quả là Thẩm Liễu Sinh chịu khuất phục.
Trong vòng năm ngày sau khi Tiêu Tiển tuyên bố nổi dậy, ông đã có hàng chục nghìn lính, và dẫn họ tiến đến Ba Lăng. Đổng Cảnh Trân phái một bộ hạ là Từ Đức Cơ (徐德基) đi nghênh tiếp Tiêu Tiển. Thẩm Liễu Sinh cho rằng công trạng của mình sẽ bị lu mờ trước Đổng Cảnh Trân và những người khác, vì thế đã giết chết Từ Đức Cơ và muốn bắt giữ Tiêu Tiển. Tiêu Tiển sửng sốt và đề nghị từ chức, song điều này lại khiếm Thẩm Liễu Sinh sợ hãi và cầu xin được tha thứ. Đầu tiên, Tiêu Tiển tha tội cho Thẩm Liễu Sinh, song Đổng Cảnh Trân biện luận rằng nếu Tiêu Tiển không giết chết Thẩm Liễu Sinh thì sẽ không thể hiện được pháp quy, do vậy Tiêu Tiển đã đổi ý và cho phép Đổng Cảnh Trân hành quyết Thẩm Liễu Sinh, các tướng sĩ của Thẩm chạy trốn.
Ngày Bính Thân tháng 10 năm Đinh Sửu (22 tháng 11 năm 617), Tiêu Tiển cho xây một bệ thờ cao, xưng làm Lương vương và cải nguyên niên hiệu thành Minh Phượng để thể hiện sự độc lập với triều Tùy.

## Trị vì
Khoảng tết năm 618, Tiêu Tiển phái bộ tướng Tô Hồ Nhi (蘇胡兒) đi đánh Sở Đế Lâm Sĩ Hoằng (một lãnh đạo nổi dậy khác), người trước đó đã nắm quyền kiểm soát phần lớn Giang Tây và Quảng Đông ngày nay. Tô Hồ Nhi chiếm được thành Dự Chương (豫章, nay thuộc Nam Xương, Giang Tây), buộc Lâm Sĩ Hoằng phải rút từ Nam Khang (南康, nay thuộc Cám Châu, Giang Tây) đến Dư Can (餘干, nay thuộc Thượng Nhiêu, Giang Tây).
Vào mùa hè năm 618, Tiêu Tiển xưng đế và thiết lập một chính quyền theo cơ cấu triều đình Lương. Ông truy tôn Tiêu Tông là Tĩnh Đế, truy tôn ông nội Tiêu Nham là Hà Gian Trung Liệt vương và truy tôn cha Tiêu Tuyền (蕭璿) là Hà Gian Văn Hiến vương. Ông phong vương cho bảy tướng lĩnh của mình và phái Tống vương Dương Đạo Sinh (楊道生) đi đánh Giang Lăng. Sau khi Dương Đạo Sinh chiếm được Giang Lăng, Tiêu Tiển rời đô từ Ba Lăng về Giang Lăng.
Trong khi đó, cac quan lại triều Tùy tại các khu vực nay là Quảng Tây khi hay tin Tùy Dạng Đế đã bị Vũ Văn Hóa Cập sát hại vào mùa xuân năm 618, phần lớn đã khuất phục Tiêu Tiển. Sử sách biểu thị rằng lãnh thổ của Tiêu Tiển đông đến Cửu Giang, tây đến Tam Hiệp, nam đến Giao Chỉ, bắc đến Hán Thủy, dưới quyền có 40 vạn binh sĩ chính quy.
Năm 619, Tiêu Tiển thực hiện một nỗ lực nhằm khuếch trương lãnh thổ đến khu vực nay là Trùng Khánh và Tứ Xuyên- khi đó đang do triều Đường chiếm giữ. Ông phái Dương Đạo Sinh và Trần Phổ Hoàn (陳普環) đi đánh Hạp châu (峽州, nay gần tương ứng với Nghi Xương, Hồ Bắc) của Đường, song bị tướng Đường Hứa Thiệu (許紹) đẩy lui. Năm 620, tướng Đường Lý Hiếu Cung (李孝恭) tiến đánh và giết chết Đông Bình vương Đồ Đề (闍提).
Trong khi đó, Tiêu Tiễn được cho là thiển cận và đa nghi, và các tướng lĩnh của ông ỷ vào công trạng đã lập được và trở nên không thể kiểm soát và tàn bạo. Tiêu Tiển lo sợ bọn họ và do đó đã tuyên bố rằng quốc gia thái bình và rằng quân đội nên được cắt giảm, mục đích là để giảm bớt ảnh hưởng của các tướng lĩnh.
Trong khi đó, vào mùa đông năm 620, em của Đổng Cảnh Trân, một tướng lĩnh ở Giang Lăng, bất mãn trước Tiêu Tiễn và âm mưu chống lại ông. Khi tin tức bị lộ, Tiêu Tiển đã cho hành quyết em của Đổng Cảnh Trân. Khi đó, Đổng Cảnh Trân đang trấn thủ Trường Sa. Tiêu Tiển tuyên bố xá miễn cho Đổng Cảnh Trân và triệu ông ta quay trở về Kiến Khang, song Đổng Cảnh Trân do lo sợ nên đã nổi dậy chống lại Tiêu Tiển, quyết định dâng Trường Sa cho Đường. Đường Cao Tổ lệnh cho Hứa Thiệu đi cứu viện cho Đổng Cảnh Trân, song Hứa Thiệu không tiến được nhiều, nhưng đã chiếm được Kinh Môn từ quân Lương. Trong khi đó, Tiêu Tiển phái Tề vương Trương Tú (張繡) đi đánh Trường Sa. Đổng Cảnh Trân đã cố thuyết phục Trương Tú về phe mình, bằng cách chỉ ra rằng tình thế hiện nay tương tự như khi Hán Cao Tổ đầu tiên giết Hàn Tín và sau đó là Bành Việt—tức những người có công trạng sẽ bị giết. Trương Tú không trả lời và vẫn bao vây Trường Sa. Đổng Cảnh Trân đã cố gắng chiến đấu nhằm phá vây song bị thuộc hạ của chính mình sát hại. Tiêu Tiển thăng chức cho Trương Tú, song Trương Tú lại trở nên ngạo mạn trước công lao của mình. Tiêu Tiển sau đó đã giết chết Trương Tú, và sau đó, người ta nói rằng tất cả các tướng lĩnh của Lương đề tính đến chuyện nổi dậy, quốc lực của Lương trở nên suy yếu.

## Bị đánh bại và qua đời
Khoảng thời gian đó, một viên quan triều Đường là Lý Tĩnh đã đề xuất 10 sách lược diệt Lương cho Lý Hiếu Cung. Lý Hiếu Cung đã chuyển chúng cho Đường Cao Tổ và được chấp thuận. Vào mùa xuân năm 621, Đường Cao Tổ phong Lý Hiếu Cung là tổng quản của Quỳ châu (夔州, nay thuộc đông bộ Trùng Khánh) và lệnh cho Lý Hiếu Cung gây dựng một hạm đội lớn và đào tạo thủy quân để chuẩn bị đánh Lương. Đường Cao Tổ cũng phong cho Lý Tĩnh làm hành quân tổng quản.
Vào hè năm 621, tướng Đường Chu Pháp Minh (周法明) tiến đánh An châu (安州, nay gần tướng ứng với Hiếu Cảm, Hồ Bắc) của Lương, bắt được tướng Lương Mã Quý Thiên (馬貴遷). Ngay sau đó, tướng Đường Quách Hành Phương (郭行方) tiến đánh Nhược châu (鄀州, nay là Tương Dương, Hồ Bắc) và cũng chiếm được châu này.
Vào mùa đông năm 621, Đường phát động tấn công trên quy mô lớn nhằm vào Lương, Lý Hiếu Cung và Lý Tĩnh được giao thống lĩnh tướng sĩ. Do mực nước sông của Trường Giang khi đó đang ở mức cao và nguy hiểm, Tiêu Tiển đã không lường được Đường sẽ tấn công, và đã bị bất ngờ. Lý Hiếu Cung đánh bại tướng Lương là Văn Sĩ Hoằng (文士弘) và tiến gần đến Giang Lăng. Do Tiêu Tiển trước đó đã cho cắt giảm binh sĩ, ông chỉ có vài nghìn lính tại Giang Lăng, và phải ban hành lệnh khẩn cho quân sĩ ở các khu vực khác của Lương, lệnh cho họ đến cứu viện Giang Lăng ngay lập tức. Cuộc phản kích của Tiêu Tiển thoạt đầu đã thành công, song ngay sau đó Lý Hiếu Cung và Lý Tĩnh đã lại đánh bại quân Lương và bao vây Giang Lăng. Theo đề xuất của Lý Tĩnh, Lý Hiếu Cung cho thả trôi các chiến thuyền Lương bị bắt xuôi dòng Trường Giang để khiến quân Lương tin rằng Giang Lăng đã thất thủ. Quân Lương đã thực sự bối rối và tiến chậm lại.
Do Giang Lăng bị vây hãm và liên lạc giữa Tiêu Tiển và bên ngoài bị cắt đứt, ông đã nghe theo đề xuất của trung thư thị lang Sầm Văn Bản (岑文本) và quyết định đầu hàng. Ngày Ất Tỵ tháng 10 năm Tân Tị (10 tháng 11 năm 621), sau khi tế bái Thái Miếu, Tiêu Tiển hàng quân Đường, nói với Lý Hiếu Cung: "Chỉ Tiêu Tiển ta đáng chết, bách tính vô tội, xin đừng cướp giết". Ông không biết rằng có trên 10 vạn quân Lương đang ở gần đó, và sau khi họ đến, họ đã đầu hàng theo Tiêu Tiển.
Lý Hiếu Cung giải Tiêu Tiển đến Trường An. Đường Cao Tổ quở trách ông. Tiêu Tiển không chịu khuất phục trước những lời quở trách của Đường Cao Tổ và hồi đáp:
Nhà Tùy mất con hươu, anh hùng cùng truy đuổi. Tiển không có thiên mệnh, nên bị bắt đến chỗ này. Cũng chỉ như Điền Hoành ngoảnh mặt về phía Nam xưng Vương, chẳng phụ nhà Hán. Nếu đó là tội, xin vào vạc nấu.
Đường Cao Tổ tức giận vì Tiêu Tiển không chịu khuất phục, lệnh cho xử trảm thị chúng. Con gái ông Tiêu Nguyệt Tiên cũng tự vẫn mà chết.